# Canadian Club Masters
Canadian Club Masters — пригласительный снукерный турнир, проводившийся только один раз — в 1976 году в Северном Снукерном Центре, Лидс, Англия. Спонсором турнира выступила компания Canadian Club Whisky.
В турнире приняли участие ведущие снукеристы того времени. В финале встретились Алекс Хиггинс и Рэй Риардон, которые в том же году разыграли и финал чемпионата мира.
На пути к финалу Canadian Club Masters Хиггинс победил Грэма Майлса и Джона Палмена. Решающий матч он выиграл со счётом 4:1. В последнем фрейме Алекс, после нескольких отличных позиционных ударов в середине партии, лидировал 54-32, но затем, не забив жёлтый, отдал позицию Рэю, который в свою очередь провёл брейк в 23 очка и не забил трудный синий. Хиггинс забил синий и розовый шары и в итоге выиграл фрейм, 65-55. За победу он получил чек на 1000 фунтов стерлингов и трофей чемпиона.
Турнир получил отличное (для того времени) телевизионное освещение.

## Победители
| Год  | Победитель    | Финалист    | Счёт | Приз победителю |
| ---- | ------------- | ----------- | ---- | --------------- |
| 1976 | Алекс Хиггинс | Рэй Риардон | 4:1  | £ 1 000         |